# Гребное судно
Гребное судно — судно, оснащённое вёслами и приводимое в движение мускульной силой.

## История
Как простейший способ передвижения гребные суда употреблялись в глубокой древности. В каменном периоде мы уже встречаем челноки, которые и следует считать родоначальниками гребных судов. Описывая судоходство по Евфрату, Геродот указывает на суда, остов которых делался из прутьев вербы, а снаружи они обтягивались кожею. Такие суда ходили из Армении вниз по реке до Вавилона, где их разбирали и только кожу везли обратно на ослах. Такие кожаные суда не редкость и в настоящее время: их употребляют камчадалы, алеуты и эскимосы, употребляли норманны, галлы и др.
Другого рода суда употреблялись в Месопотамии на Тигре: они строились из тростника и промазывались весьма тщательно горной смолой. Такие суда не бывали большие, однако поднимали до 5 человек. Наибольшего развития речное судостроение достигло в Египте, где, по словам Геродота, каста речных и морских матросов доходила до 700 т. человек. Первые их суда строились так: из акаций выделывали брусья до 2-х локтей длины, складывали их вместе по нескольку, смотря по размерам судна, и затем связывали в шпангоуты; с обеих сторон все обвязывали длинными планками (связные пояса), и изготовленный таким образом набор обшивали папирусом. У египтян же впервые находим существование галер.
Греки начали своё судостроение с долбленых челноков; затем строили лодки, составляя набор из нетолстых, гнутых деревьев, связывали их ивовыми ветвями и обшивали снаружи кожей. Позже обшивку начали делать деревянную, утолщать наборные члены и давать своим судам различные формы, смотря по их назначению. Греческие суда были двух главных типов: короткие и длинные. Те и другие были большие и малые; большие покрывались сплошными палубами, имели их по две, по три и более; несколько меньшие имели палубу только в носу и корме или где-нибудь в одном месте, а малые были совсем беспалубные. Длинные суда, строившиеся для военных целей, отличались сравнительно быстрым ходом, тщательной постройкой, крепостью и, смотря по числу рядов весел, носили название унирем, бирем, трирем, квадрирем и т. д.

## Типы гребных судов
Унирема — судно, имевшее один ряд вёсел. По Гомеру, греческий флот при осаде Трои состоял из таких беспалубных унирем, имевших только платформы в носу для 50 воинов, вооружённых луками. Униремы имели от 12 и до 28-30 вёсел; длина их доходила до 60-145 футов. Копьё, помещённое на мачте, употреблялось, вероятно, против судов, для чего приводилось в действие при помощи целой системы верёвок.
Бирема — судно, имевшее два ряда вёсел. Изобретение их приписывают эритреянам. Их же мы находим и у ассирийцев. Весла на них располагались в два ряда, в шахматном порядке; в верхнем ряду их было 12, а в нижнем — 6, что, без сомнения, происходило от конструкции биремы, имевшей узкую и заострённую форму — гребцы, сидевшие под верхней палубой, в нижнем ряду, были очень стеснены в этой суженной части судна. Верхний ряд гребцов помещался на открытой палубе и был защищён от волнения и неприятеля высоким бортом; носовая часть биремы прикрывалась бруствером.
Трирема — судно в три ряда вёсел. Они доходили до 150 футов. (~50 м) в длину и до 18 футов. (~6 м) в ширину; число гребцов — до 174, а экипажа — до 225 человек. Вёсла располагались в три ряда в шахматном порядке и были различной длины в зависимости от ряда, в котором находились: в верхнем — 13½ футов (~4,1 м), в среднем — 10½ футов (~3,2 м), в нижнем — 7½ футов (~2,3 м). Гребцы делились на три разряда — самые сильные помещались на верхней палубе, получали наибольшее жалованье и назывались «транитами»; помещавшиеся в среднем ряду назывались «зигитами», а гребцы нижнего ряда — «таламитами». Во времена Фукидида (V в. до н. э.) и несколько столетий позже трирема была самым распространённым судном во всех флотах, лишь немного изменяясь в конструкции. Для лучшей защиты увеличивали высоту носового бруствера и даже придавали ему вид башни с бойницами, а для большей вместительности расширяли носовую платформу. О судах в 4, 5, 6 рядов вёсел, так называемых «квадриремах», «квинкеремах», «секстиремах», есть краткие указания в истории Греции, Рима, Карфагена. В венецианском арсенале, известном по собранию древнейших памятников судостроения на Средиземном море, находятся только модели трирем. Главной заботой судостроителей в средние века по отношению к гребным судам было увеличение их размеров, в особенности во времена Крестовых походов, требовавших перевозки больших грузов; но сообразно с этим росло и затруднение в движущей силе для управления вёслами, которые достигали громадных размеров. Это же обстоятельство послужило поводом к замене вёсел парусами и к сравнительно недолгому существованию больших гребных судов с значительным числом вёсел в несколько рядов. Самое видное место в эту эпоху занимают галеры, галеасы, дромоны и памфилы, представляющие улучшенные биремы. Из мелких гребных судов отметим наиболее характерные.
Гондола — небольшое гребное судно, управляемое одним гребцом; оно употреблялось для сообщения больших судов с берегом. Их поднимали на галеры во время походов, подобно тому, как в настоящее время поднимают на корабли гребные шлюпки. Кроме того, гондолы употреблялись прежде, да употребляются ещё и поныне в Венеции для сообщения по каналам. Роскошь их отделки доходила до сказочных размеров. Заведённые несколько лет тому назад на главных венецианских каналах пароходы нанесли смертельный удар этим изящным и оригинальным судам.
Каик — легкое перевозное судно, употребляемое на тихих водах Босфора. Корма его — несколько выше носа, как вообще у турецких судов. Каики разделяются на частные и перевозные. Первые, составляющие собственность почти каждого богатого турка, отличаются от перевозных своей роскошной резной отделкой и окраской. Те и другие употребляются для морских прогулок по Золотому рогу и для сообщения с азиатским берегом.